# William Capell, 3. hrabě z Essexu
William Capell, 3. hrabě z Essexu (William Capell, 3rd Earl of Essex, 3rd Viscount Malden, 4th Baron Capell of Hadham) (11. ledna 1697 – 8. ledna 1743) byl britský šlechtic, dvořan a diplomat. Od mládí zastával čestné posty u dvora Jiřího II., později byl velvyslancem v Turíně a nakonec zastával nižší funkci velitele královské tělesné stráže v britské vládě. V roce 1738 získal Podvazkový řád.

## Životopis

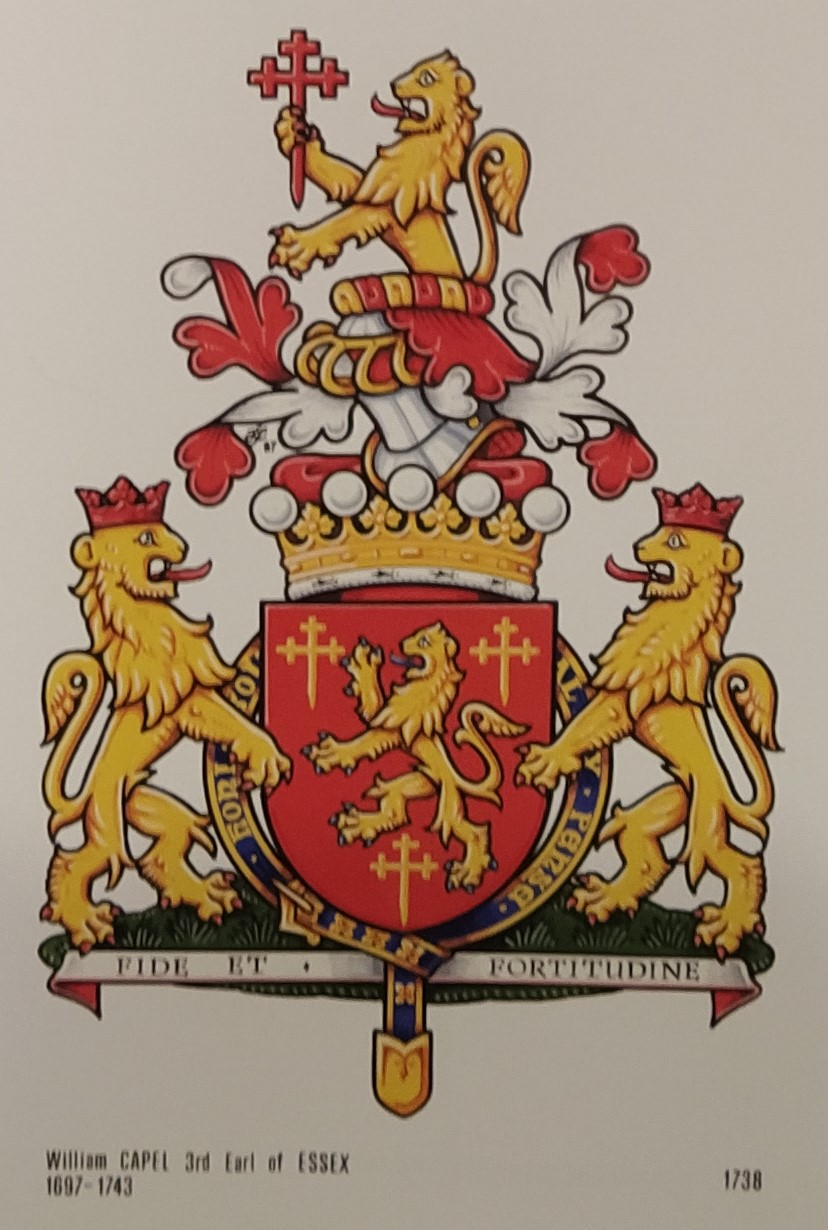
Erb 3. hraběte z Essexu s dekorací Podvazkového řádu

Pocházel ze šlechtického rodu Capellů, narodil se jako jediný syn Algernona Capella, 2. hraběte z Essexu (1670–1710) a jeho manželky Mary Bentinck (1679–1726), sestry 1. vévody z Portlandu. Od narození jako otcův dědic užíval titul vikomt Malden V roce 1710 zdědil po otci rodové tituly, majetky a stal se 3. hrabětem z Essexu, po dosažení zletilosti vstoupil do Sněmovny lordů (1718), v politice patřil k whigům. Od roku 1719 působil ve dvorských službách prince waleského a v roce 1722 převzal funkci lorda-místodržitele v hrabství Hertfordshire, kde vlastnil statky. V roce 1725 získal Bodlákový řád a od roku 1727 byl lordem komořím krále Jiřího II., u královského dvora zastával též řadu dalších čestných funkcí. V letech 1731–1736 byl vyslancem v Sardinském království (v Turíně pobýval nejprve jako zplnomocněný ministr, od roku 1732 s titulem velvyslance). V roce 1734 byl jmenován členem Tajné rady a po návratu do Anglie obdržel Podvazkový řád (1737). Nakonec zastával hodnost velitele královské tělesné stráže (Captain of the Yeomen of the Guard, 1739-1743). I když se jednalo víceméně o čestný úřad, byl to zároveň jeden z nižších postů ve vládním kabinetu.
Byl dvakrát ženatý. Poprvé se oženil v roce 1718 s Jane Hyde (1698–1724), dcerou 4. hraběte z Clarendonu. Po ovdovění se v roce 1726 podruhé oženil s Elizabeth Russell (1704–1784), sestrou 4. vévody z Bedfordu. Z prvního manželství pocházely dvě dcery, Charlotte (1721–1790) byla manželkou 1. hraběte z Clarendonu, Mary (1722–1782) se provdala za admirála Johna Forbese. Z druhého manželství pocházel jediný syn William, pozdější 4. hrabě z Essexu (1732–1799).
Hlavním rodovým sídlem byl zámek Cassiobury House v hrabství Hertfordshire, nákladně přestavěný ve druhé polovině 17. století 1. hrabětem z Essexu.